# أندريا أليكسي
أندريا أليكسي Andrea Aleksi (1425- 1505) هو رسام ونحات ومهندس ألباني، يعتبر من أهم وأشهر الفنانين في فترة النهضة في دالماسيا (وهي منطقة تاريخية تقع على الساحل الشرقي من البحر الأدرياتيكي.
درس النحت في مدينة سبليت على يد النحات مارك ترويا. عاش معظم حياته في دالماسيا. وأشهر عمل له هو توسيع كنيسة يوحنا المبارك في تروجير بالاشتراك مع نيكولا فيرنتيناك.
واشتهر أيضا بتماثيل التاجر في مدينة أنكونا في إيطاليا، ولوحاته الجدارية في إحدى كنائس دالماسيا.
توفي في دوريس عام 1505.